# Koenigstein (Schiff, 1889)
Der Raddampfer Koenigstein wurde 1889 in der Schiffswerft Blasewitz gebaut. Das Schiff wurde mit der Baunummer 26 auf Kiel gelegt. Im Jahr 1919 erfolgte die Umbenennung in Minister.

## Die Zeit bis 1919

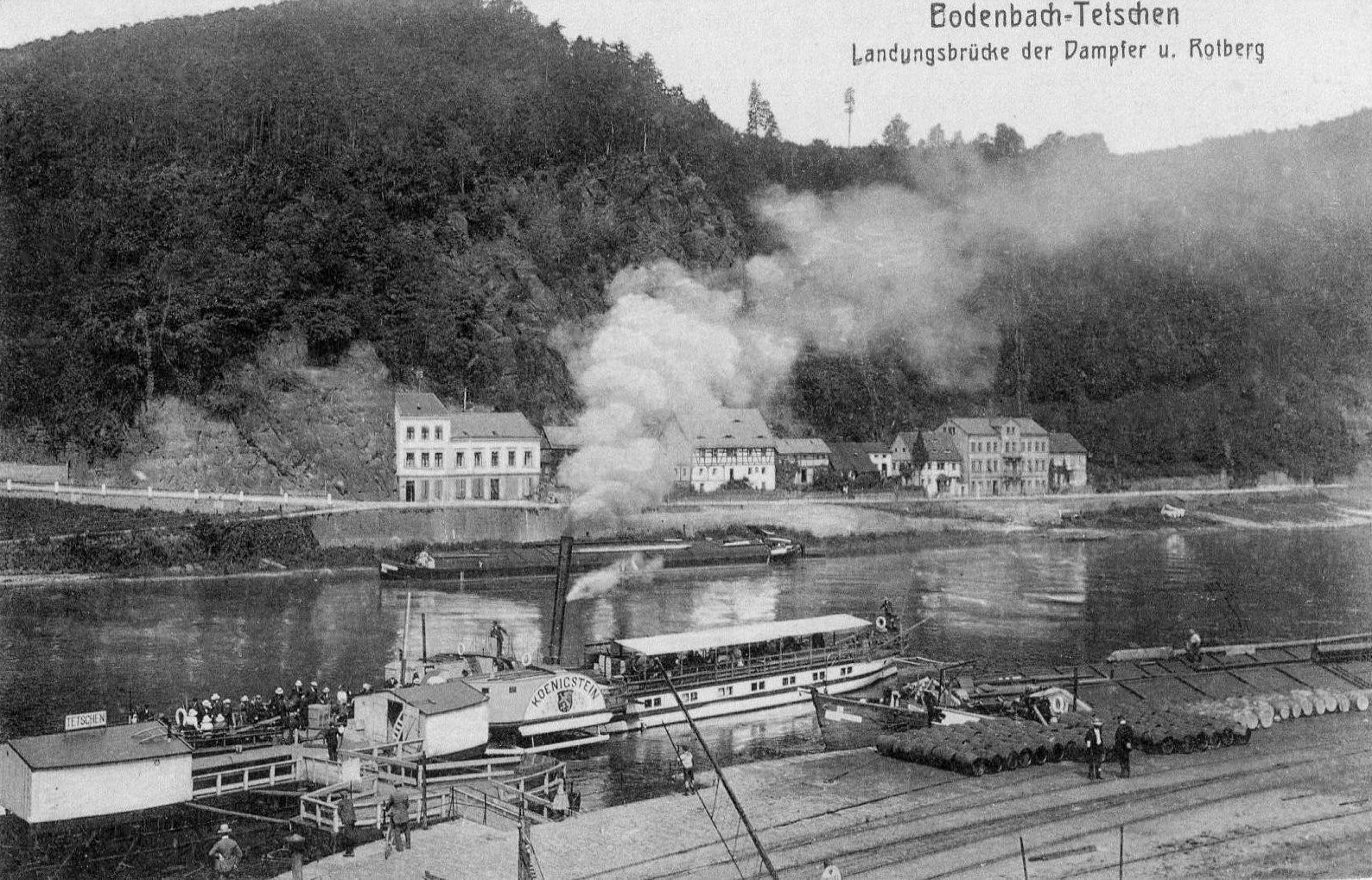
Raddampfer Koenigstein in Bodenbach

Nach der Indienststellung als Glattdeckdampfer fuhr das Schiff für die Sächsisch-Böhmische Dampfschiffahrts-Gesellschaft (SBDG). 1899 kam es zu einem schweren Unfall. Das Schiff verfehlte die Durchfahrt der Albertbrücke und legte sich quer vor die Brückenpfeiler. Die Passagiere mussten über Feuerwehrleitern auf die Brücke gerettet werden. 
Im Jahr 1918 wurde das Schiff aufgrund schwieriger wirtschaftlicher Bedingungen nach dem Ende des Ersten Weltkrieges aufgelegt und am 26. Mai 1919 für 75.000 Mark an die Reederei Gustav Stahlberg in Magdeburg verkauft. Hier kam hier unter dem Namen Minister zum Einsatz.

## Die Zeit nach dem Verkauf
Bereits im Jahr 1920 wurde das Schiff an Bernhard Krause in Stettin verkauft. Über den weiteren Verbleib ist nichts bekannt.

## Die Dampfmaschine
Die Dampfmaschine war eine oszillierende Niederdruck-Zweizylinder-Zwillings-Dampfmaschine mit Einspritzkondensation mit einer Leistung von 110 PS. Gebaut wurde sie, wie auch der Zwei-Flammrohr-Kofferkessel, von der Sächsischen Dampfschiffs- und Maschinenbauanstalt der Oesterreichischen Nordwest Dampfschiffahrtsgesellschaft in Dresden.

## Kapitäne des Schiffes
- Carl Friedrich Klemm 1889–1892
- Friedrich Franz Kunze 1893–1896
- Gustav Hermann Protze 1897–1898
- Carl Ferdinand Wolf 1899–1910
- Gustav Eduard Fischer 1911–1917